# Multidimensional Management and Development of Information Systems
MMDIS, neboli Multidimensional Management and Development of Information Systems je metodika přístupu k vývoji informačních systémů (IS). Tato metodika je od roku 1990 vyvíjena na Fakultě informatiky a statistiky, Vysoké školy ekonomické v Praze. Základním principem této metodiky při návrhu informačního systému je zohlednění všech faktorů (dimenzí), které ovlivňují návrh, zavedení, používání i dalšího rozvoje IS/ICT. Je to tedy metodika globálního pohledu na informační systém při jeho vývoji. Tato metodika se dá použít jak pro vývoj IS „na zelené louce“, tak i pro rozvoj již existujících systémů.

## Cíle MMDIS
Cílem metodiky MMDIS je vytvoření a provozování informačního systému, který využívá potenciálu dostupných komunikačních technologií, v co nejlepší míře podporuje podnikové procesy a tím přispívá k maximálnímu dosažení podnikových cílů.

## Principy MMDIS
Principy řízení podnikové informatiky dle MMDIS vznikly generalizací osvědčených přístupů a nejlepších praktik řešení informatických problémů. Označují myšlenkové postupy k řešení určitého typu problému a s principem spojené zásady řešení problému.
- multidimenzionalita
- vrstvenost
- integrace
- flexibilita
- otevřenost
- standardizace
- procesní pojetí
- kooperace
- postupné zlepšování procesu
- lokalizace zdrojů a rozhodnutí
- měřitelnost

## Konceptuální modely MMDIS
S využitím uvedených principů definuje metodika konceptuální modely řízení podnikové informatiky. To jsou metodické nástroje podporující efektivní řízení, přičemž každý z modelů akcentuje jiné dimenze (pohledy) problematiky řízení, objasňuje způsob řízení systému z daných pohledů, slouží k analýze a návrhu modelovaného systému (také k optimalizaci chování systému z daných pohledů) a používá specifické metody a nástroje řízení.
- model řízení podniku založený na procesním řízení
- model SPSPR (model řízení vztahu mezi byznysem a podnikovou informatikou)
- model tvorby a dalšího rozvoje IS/ICT podniku
- model integrace IS/ICT podniku
- model ITGPM (referenční model řízení podnikové informatiky)
- model tvorby informační strategie

## Fáze rozvoje IS podniku dle MMDIS
- globální podniková strategie (GST)
- informační strategie (IST)
- úvodní studie (US)
- globální analýza a návrh (GAN)
- detailní analýza a návrh (DAN)
- implementace (IM)
- zavádění systému (ZA)
- provoz a údržba (PU)
- vyřazení systému (VY)

## Dimenze MMDIS
Dimenze metodiky jsou rozlišovány ve dvou skupinách:

### obsahové dimenze MMDIS
- funkce/procesy (PRO)
- data/informace (INF)
- organizační a legislativní aspekty (ORG)
- pracovní, sociální a etické aspekty – aspekty lidských zdrojů (PRA)
- software (SW)
- hardware (HW)
- uživatelské rozhraní (UR)
- bezpečnost (BE)
- ekonomické a finanční aspekty (EKO)

### metodicko-organizační dimenze MMDIS
- metody (MET)
- dokumenty (DOK)
- řízení prací dané fáze (MNG)

Jednotlivé dimenze řešení se prolínají v celém životním cyklu IS. Úlohou metodiky je v každé etapě životního cyklu IS definovat význam a konkrétní náplň jednotlivých dimenzí a metodicky je pokrýt (tj. zajistit příslušnými metodami, technikami a nástroji včetně ošetření jejich podstatných souvislostí s cílem dosažení celkové konzistence).

## Pravidla principu multidimenzionality
1. identifikuj všechny dimenze významně ovlivňující řešení problému
2. vyřeš problém nejdříve z pohledu každé dimenze
3. integruj separátní řešení do výsledného řešení

Každý složitý problém je nutno analyzovat, hodnotit a jeho řešení navrhovat z různých pohledů.
Ekvivalentním příkladem principu multidimenzionality je např. stavba domu.
- k čemu chci dům používat?
- jak bude vypadat?
- kdo ho postaví a jak rychle?
- jaké budou finanční náklady na stavbu?

Podle pravidel principů multidimenzionality je nutné vyřešit separátně každou otázku a následně všechna řešení zohlednit globálně. Touto metodou se eliminují možnosti selhání projektu z důvodu podcenění či přehlédnutí některých vlivných aspektů.

## Druhy pohledů na informační systém
Při řešení návrhu IS jsou 2 druhy pohledů:
1. Uživatelské pohledy
2. Řešitelské pohledy

### Uživatelské pohledy
Pohledy na IS se u uživatelů liší. Je nutno zahrnout analýzu požadavků na budoucí systém těchto typů uživatelů:
- management
- zaměstnanci – koncoví uživatelé
- obchodní partneři
- zákazníci
- veřejnost

### Řešitelské pohledy
Cílem řešitelských pohledů je:
- pochopit podstatu reality a potřeb uživatelů
  - Vytváří se Konceptuální model IS.Tento model je v pojmech reality a není tedy svázán s žádným implementačním prostředím.
- transformace požadavků uživatelů
  - logický návrh IS – zohledňuje použité technologie a vhodnou logiku zpracování
  - fyzický návrh IS – konkrétní řešení svázané s použitým implementačním prostředím